# Campionati del mondo di ciclismo su pista 2019
I Campionati del mondo di ciclismo su pista 2019 (en.: 2019 UCI Track Cycling World Championships)  si svolsero a Pruszków, in Polonia, dal 27 febbraio al 3 marzo all'interno della BGŻ Arena.
Nel programma erano presenti 20 gare, di cui 10 maschili e 10 femminili.

## Programma

### Legenda
|   | Competizioni |
| F | Finale       |
| M | Mattino      |
| P | Pomeriggio   |
| S | Sera         |

| Data →                   | 27 | 27       | 28    | 28    | 1 | 1 | 2            | 2      | 3  | 3 |
| Evento ↓                 | P  | S        | P     | S     | P | S | P            | S      | M  | P |
| ------------------------ | -- | -------- | ----- | ----- | - | - | ------------ | ------ | -- | - |
| Chilometro a cronometro  |    |          |       |       | Q | F |              |        |    |   |
| Inseguimento individuale |    |          |       |       | Q | F |              |        |    |   |
| Keirin                   |    |          | R1, R | R2, F |   |   |              |        |    |   |
| Omnium                   |    |          |       |       |   |   | SR, TR       | ER, PR |    |   |
| Corsa a punti            |    |          |       |       |   | F |              |        |    |   |
| Scratch                  |    |          |       | F     |   |   |              |        |    |   |
| Velocità                 |    |          |       |       |   |   | Q, 1/16, 1/8 | QF     | SF | F |
| Inseguimento a squadre   | Q  | R1       |       | F     |   |   |              |        |    |   |
| Velocità a squadre       |    | Q, R1, F |       |       |   |   |              |        |    |   |
| Americana                |    |          |       |       |   |   |              |        |    | F |

| Data →                   | 27 | 27       | 28           | 28    | 1      | 1      | 2 | 2 | 3     | 3     |  |
| Evento ↓                 | P  | S        | P            | S     | P      | S      | P | S | M     | P     |  |
| ------------------------ | -- | -------- | ------------ | ----- | ------ | ------ | - | - | ----- | ----- |  |
| 500m a cronometro        |    |          |              |       |        |        | Q | F |       |       |  |
| Inseguimento individuale |    |          |              |       |        |        | Q | F |       |       |  |
| Keirin                   |    |          |              |       |        |        |   |   | R1, R | R2, F |  |
| Omnium                   |    |          |              |       | SR, TR | ER, PR |   |   |       |       |  |
| Corsa a punti            |    |          |              |       |        |        |   |   |       | F     |  |
| Scratch                  |    | F        |              |       |        |        |   |   |       |       |  |
| Velocità                 |    |          | Q, 1/16, 1/8 | QF    |        | SF, F  |   |   |       |       |  |
| Inseguimento a squadre   | Q  |          |              | R1, F |        |        |   |   |       |       |  |
| Velocità a squadre       |    | Q, R1, F |              |       |        |        |   |   |       |       |  |
| Americana                |    |          |              |       |        |        |   | F |       |       |  |

## Medagliere
| Pos.   | Nazione       | Oro | Argento | Bronzo | Totale |
| ------ | ------------- | --- | ------- | ------ | ------ |
| 1      | Paesi Bassi   | 6   | 4       | 1      | 11     |
| 2      | Australia     | 6   | 3       | 1      | 10     |
| 3      | Hong Kong     | 2   | 0       | 0      | 2      |
| 4      | Germania      | 1   | 2       | 3      | 6      |
| 5      | Francia       | 1   | 2       | 2      | 5      |
| 6      | Gran Bretagna | 1   | 2       | 1      | 4      |
| 7      | Russia        | 1   | 1       | 2      | 4      |
| 8      | Italia        | 1   | 1       | 1      | 3      |
| 9      | Nuova Zelanda | 1   | 0       | 2      | 3      |
| 10     | Danimarca     | 0   | 1       | 2      | 3      |
| 11     | Irlanda       | 0   | 1       | 1      | 2      |
| 12     | Spagna        | 0   | 1       | 0      | 1      |
| 12     | Giappone      | 0   | 1       | 0      | 1      |
| 12     | Ucraina       | 0   | 1       | 0      | 1      |
| 15     | Belgio        | 0   | 0       | 2      | 2      |
| 16     | Polonia       | 0   | 0       | 1      | 1      |
| 16     | Stati Uniti   | 0   | 0       | 1      | 1      |
| Totale | Totale        | 20  | 20      | 20     | 60     |

## Podi
| Eventi                            | Oro                                                                                  | Argento                                                                      | Bronzo                                                                                         |
| Gare maschili                     |                                                                                      |                                                                              |                                                                                                |
| Velocità dettagli                 | Harrie Lavreysen Paesi Bassi                                                         | Jeffrey Hoogland Paesi Bassi                                                 | Mateusz Rudyk Polonia                                                                          |
| Chilometro a cronometro dettagli  | Quentin Lafargue Francia                                                             | Theo Bos Paesi Bassi                                                         | Michaël D'Almeida Francia                                                                      |
| Inseguimento individuale dettagli | Filippo Ganna Italia                                                                 | Domenic Weinstein Germania                                                   | Davide Plebani Italia                                                                          |
| Inseguimento a squadre dettagli   | Australia Leigh Howard Kelland O'Brien Alexander Porter Sam Welsford Cameron Scott   | Gran Bretagna Ed Clancy Kian Emadi Ethan Hayter Charlie Tanfield Oliver Wood | Danimarca Casper von Folsach Lasse Norman Hansen Julius Johansen Rasmus Pedersen Niklas Larsen |
| Velocità a squadre dettagli       | Paesi Bassi Roy van den Berg Matthijs Büchli Harrie Lavreysen Jeffrey Hoogland       | Francia Grégory Baugé Michaël D'Almeida Sébastien Vigier Quentin Lafargue    | Russia Denis Dmitriev Pavel Jakuševskij Aleksandr Šarapov                                      |
| Keirin dettagli                   | Matthijs Büchli Paesi Bassi                                                          | Yudai Nitta Giappone                                                         | Stefan Bötticher Germania                                                                      |
| Scratch dettagli                  | Sam Welsford Australia                                                               | Roy Eefting Paesi Bassi                                                      | Thomas Sexton Nuova Zelanda                                                                    |
| Corsa a punti dettagli            | Jan-Willem van Schip Paesi Bassi                                                     | Sebastián Mora Spagna                                                        | Mark Downey Irlanda                                                                            |
| Americana dettagli                | Germania Roger Kluge Theo Reinhardt                                                  | Danimarca Lasse Norman Hansen Casper von Folsach                             | Belgio Kenny De Ketele Robbe Ghys                                                              |
| Omnium dettagli                   | Campbell Stewart Nuova Zelanda                                                       | Benjamin Thomas Francia                                                      | Ethan Hayter Gran Bretagna                                                                     |
| Gare femminili                    |                                                                                      |                                                                              |                                                                                                |
| Velocità dettagli                 | Lee Wai Sze Hong Kong                                                                | Stephanie Morton Australia                                                   | Mathilde Gros Francia                                                                          |
| 500 metri a cronometro dettagli   | Dar'ja Šmelëva Russia                                                                | Olena Starikova Ucraina                                                      | Kaarle McCulloch Australia                                                                     |
| Inseguimento individuale dettagli | Ashlee Ankudinoff Australia                                                          | Lisa Brennauer Germania                                                      | Lisa Klein Germania                                                                            |
| Inseguimento a squadre dettagli   | Australia Annette Edmondson Ashlee Ankudinoff Georgia Baker Amy Cure Alexandra Manly | Gran Bretagna Laura Kenny Katie Archibald Elinor Barker Eleanor Dickinson    | Nuova Zelanda Kirstie James Holly Edmondston Bryony Botha Michaela Drummond Rushlee Buchanan   |
| Velocità a squadre dettagli       | Australia Kaarle McCulloch Stephanie Morton                                          | Russia Dar'ja Šmelëva Anastasija Vojnova                                     | Germania Miriam Welte Emma Hinze                                                               |
| Keirin dettagli                   | Lee Wai Sze Hong Kong                                                                | Kaarle McCulloch Australia                                                   | Dar'ja Šmelëva Russia                                                                          |
| Scratch dettagli                  | Elinor Barker Gran Bretagna                                                          | Kirsten Wild Paesi Bassi                                                     | Jolien D'Hoore Belgio                                                                          |
| Corsa a punti dettagli            | Alexandra Manly Australia                                                            | Lydia Boylan Irlanda                                                         | Kirsten Wild Paesi Bassi                                                                       |
| Americana dettagli                | Paesi Bassi Kirsten Wild Amy Pieters                                                 | Australia Georgia Baker Amy Cure                                             | Danimarca Amalie Dideriksen Julie Leth                                                         |
| Omnium dettagli                   | Kirsten Wild Paesi Bassi                                                             | Letizia Paternoster Italia                                                   | Jennifer Valente Stati Uniti                                                                   |